# Гио
Ги́о (исп. Lago Ghío) — бессточное солёное озеро в Аргентине, располагается на территории департамента Лаго-Буэнос-Айрес провинции Санта-Крус. Расположено у южного подножия плато Месета-дель-Лаго-Буэнос-Айрес на высоте 395 метров над уровнем моря. Длина озера равна 16 километрам, ширина — 6 километрам, площадь поверхности — 70 км².
Питается водами рек Рио-Карентосо и Колумна, площадь водосбора составляет 320 км². Относится к числу олиготрофных озёр.
Во время последнего ледникового максимума образовывало единый водоём с озёрами Пуэйрредон и Лаго-Салитросо.